# Fort Bastion ne répond plus
Pour plus de détails, voir Fiche technique et Distribution.
Fort Bastion ne répond plus (titre original : Red Tomahawk) est un film américain réalisé par R. G. Springsteen sorti en 1966. 
Écrit par Steve Fisher, ce western a pour principaux interprètes Howard Keel, Joan Caulfield, Broderick Crawford, Scott Brady, Wendell Corey, Richard Arlen et Tom Drake. 
Le film est sorti le 1er janvier 1967 aux États-Unis, distribué par Paramount Pictures,.

## Synopsis
Après la défaite du général Custer et de son régiment face aux Sioux, à Little Big Horn, la région n'est plus en sécurité... Lors d'une patrouille, le capitaine Tom York est le premier à arriver sur les lieux du massacre et à constater l'ampleur de la situation. Il s'empresse aussitôt d'alerter la petite ville voisine du danger qui la menace, les indiens pouvant désormais attaquer à tout moment.

## Fiche technique
- Titre : Fort Bastion ne répond plus
- Titre original : Red Tomahawk
- Réalisation :	R. G. Springsteen
- Assistant-réalisateur : James A. Rosenberger
- Scénario :  Steve Fisher
- Photographie : W. Wallace Kelley
- Montage : John F. Schreyer
- Musique : Jimmie Haskell
- Direction artistique : Hal Pereira, Al Roelofs
- Décors : Robert R. Benton, Ray Moyer
- Costumes :
- Son : Harold Lewis
- Producteur : A.C. Lyles
- Société de production :  A.C. Lyles Productions
- Société de distribution :  Paramount Pictures
- Pays de production :   États-Unis
- Langue de tournage : Anglais américain
- Tournage : mai-juin 1966 aux Paramount Studios
- Format : Couleur (Pathécolor) — 35 mm — 1,66:1 — Son : Mono
- Genre : Western
- Durée : 82 minutes (1 h 22)
- Dates de sortie :
  - États-Unis : 1er janvier 1967
  - Royaume-Uni : 7 mai 1967
  - Allemagne de l'Ouest : 28 juillet 1967

## Distribution
- Howard Keel (VF : Claude Bertrand) : Capitaine Tom York
- Joan Caulfield : Liliane McCoy
- Broderick Crawford (VF : Richard Francoeur) : Colombus Smith
- Scott Brady (VF : André Valmy) : Sam Wyatt
- Wendell Corey (VF : Jean-Pierre Duclos) : Sy Elkins
- Richard Arlen (VF : Georges Hubert) : L'employé du télégraphe
- Tom Drake (VF : Michel Gudin) : Bill Kane
- Tracy Olsen (VF : Danièle Ajoret) : Sal
- Ben Cooper (VF : Jacques Torrens) : Lieutenant Drake
- Don "Red" Barry (VF : Jean Berton) : Bly
- Gerald Jann : Wu Sing
- Reg Parton (VF : Michel Gatineau) : Prospecteur
- Roy Jenson (VF : Jacques Marin) : Prospecteur
- Dan White (VF : Paul Villé) : Ned Crone
- Henry Wills (VF : Georges Atlas) : Samuels
- Sol Gorss : Villageois / Joueur de Roulette